# Строфария морщинисто-кольцевая
Строфария морщинисто-кольцевая, строфария морщинистая, кольцевик (лат. Stropharia rugosoannulata) — съедобный гриб семейства строфариевые (Strophariaceae).
Синонимы:
- Geophila rugosoannulata (Farl. ex Murrill) Kühner & Romagn., 1953
- Naematoloma ferrei (Bres.) Singer, 1951
- Naematoloma rugosoannulatum (Farl. ex Murrill) S. Ito, 1959
- Psilocybe rugosoannulata (Farl. ex Murrill) Noordel., 1995
- Stropharia ammophila Naveau, 1923
- Stropharia ferrii Bres., 1926
- Stropharia ferrii var. lutea Hongo, 1952

## Биологическое описание

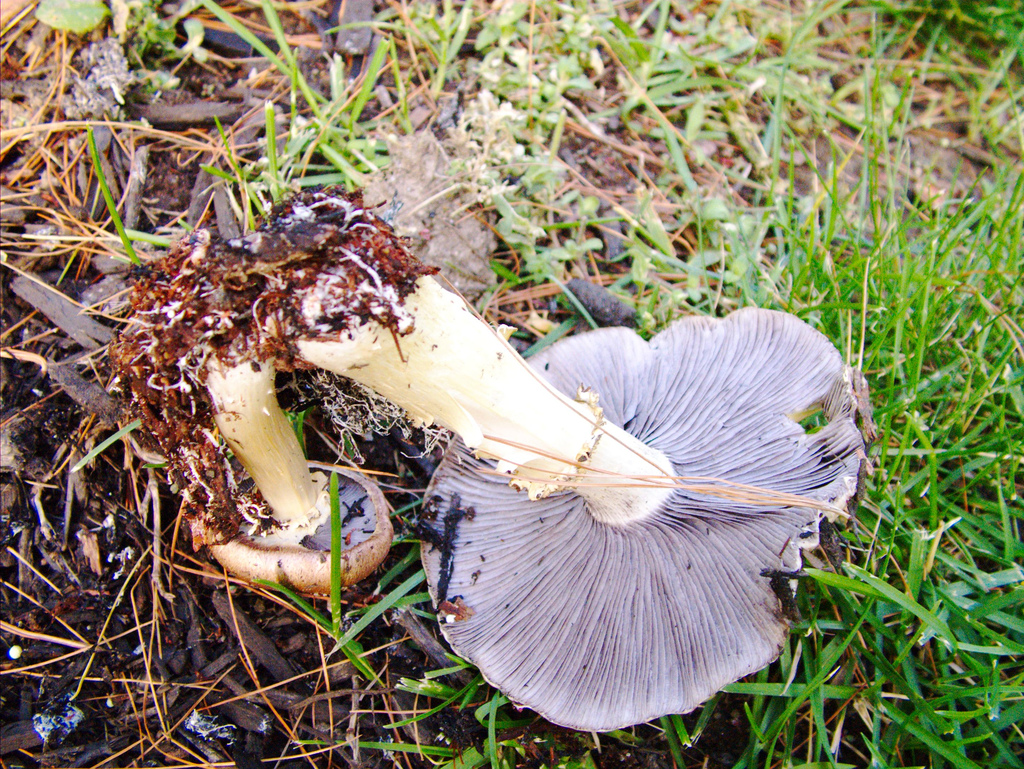
Характерный серый цвет пластинок.

- Шляпка 4—20 см в диаметре, в молодом возрасте выпуклой или колокольчатой, затем распростёртой и плоской формы, с гладкой, сухой или немного клейкой, в молодом возрасте винно-красной, красно-коричневой или фиолетово-коричневой, затем выцветающей, поверхностью.
- Мякоть плотная, белого цвета.
- Гименофор пластинчатый, пластинки, приросшие к ножке, с возрастом иногда становящиеся свободными, сначала беловатые, позже серые и фиолетово-серо-чёрные.
- Ножка 7—25 см длиной, часто немного утолщённая в основании, с кольцом, белого, с возрастом желтоватого или коричневатого цвета. Кольцо мембранообразное, беловатое.
- Споровый порошок фиолетово-коричневого или чёрного цвета. Споры 15—19×7,5—10 мкм, гладкие, эллипсоидной формы.
- Встречается обычно группами, в садах, на газонах, древесных стружках.
- Съедобна, самый популярный вид в роде строфарий. В Европе выращивается искусственно.

## Сходные грибы
Напоминает некоторые виды рода Шампиньон, однако отличается тем, что пластинки строфарий никогда не имеют розоватого оттенка.